# Anne Meinstrup
Anne Meinstrup eller Anne Henriksdatter Meinstorf. (1475 – 20. januar 1535) var en politisk aktiv adelskvinde og hofdame.
Hun var datter af rigsråd og landsommer Henrik Meinstrup (død 1496) og Margrethe Christiansdatter Daa (død 1497). Hun giftede sig med adelsmanden Holger Eriksen Rosenkrantz til Boller i 1491. Efter hans død i 1496 giftede hun sig igen i 1497 med Jørgen Ahlefeldt til Søgaard i Sønderjylland (død 1500). Hun blev gjort til overhofdame først for dronning Christine (gift med Hans af Danmark) i 1503 og i 1516 for den næste dronning, dronning Elisabeth, der var gift med Christian 2.
Hun adminstrerede Højstrup. Efter Dyveke Sigbrittsdatters død i 1517 blev hun erstattet som overhofdame på dronningens befaling af Dyvekes mor Sigbrit Willoms. Hun kritiserede forholdet mellem Christian 2. og Dyveke, og boede i eksil i Lübeck i 1517–23. I 1526–33 var hun igen overhofdame for dronningen, denne gang for dronning Sophie (gift med Frederik 1.).
Hun var en indflydelsesrig person i Danmark. I 1511 havde hun efter sigende en affære med en adelig ved hoffet. Under grevens fejde 1534–36 var hun allieret med Christoffer af Oldenburg, som tildelte hende Højstrup og Sæbygård i Løve Herred (1534). Hendes søn var på den anden side i fejden. Ved et offentligt landsting i Ringsted den 20. januar 1535 blev hun tilkaldt som en af de delegerede. Efter hendes tale blev hun lynchet af soldater i grevens følge.
Under krigen blev mordet på hende ofte brug som propaganda. Ved amnestiet i 1536 blev hendes mordere ekskluderet fra amnestiet og henrettet.